# Oldenburger Graben
Oldenburger Graben este o arie protejată (arie de protecție specială avifaunistică — SPA) din Germania întinsă pe o suprafață de 1.262 ha, integral pe uscat.

## Localizare
Centrul sitului Oldenburger Graben este situat la coordonatele 54°15′35″N 10°57′55″E / 54.2597°N 10.9653°E.

## Înființare
Situl Oldenburger Graben a fost declarat arie de protecție specială avifaunistică în august 2000 pentru a proteja 19 specii de animale.

## Biodiversitate
Situată în ecoregiunea continentală, aria protejată nu include niciun habitat protejat.
La baza desemnării sitului se află mai multe specii protejate de  păsări (19): ciocârlie-de-câmp (Alauda arvensis), pescăruș albastru (Alcedo atthis), fâsă de luncă (Anthus pratensis), ciuf de câmp (Asio flammeus), buhai de baltă (Botaurus stellaris stellaris), barză albă (Ciconia ciconia ciconia), erete de stuf (Circus aeruginosus), erete vânăt (Circus cyaneus), prepeliță (Coturnix coturnix), cristeiul de câmp (Crex crex), becațină comună (Gallinago gallinago), Grus grus grus, sfrâncioc roșiatic (Lanius collurio), Luscinia svecica cyanecula, ploier auriu (Pluvialis apricaria), cresteț pestriț (Porzana porzana), mărăcinar (Saxicola rubetra), fluierarul cu picioare roșii (Tringa totanus), nagâț (Vanellus vanellus).